# Ніколас Чавес
Ніколас Александр Чавес (англ. Nicholas Alexander Chavez; нар. 6 вересня 1999, Х'юстон, Техас, США) — американський актор, який отримав визнання за роль Спенсера Кесадіна в мильній опері ABC «Головний госпіталь», яку виконував у 2021—2024 роках. Ця роль принесла йому денну премію «Еммі» для найкращого молодого актора в драматичному серіалі. Він зіграв вбивцю Лайла Менендеса в кримінальному драматичному серіалі «Чудовиська: Історія Лайла й Еріка Менендесів» (2024).

## Молодість й освіта
Народився в Х'юстоні, штат Техас. Має трьох молодших зведених суродженців. Жив у Шугар-Ленді, штат Техас, до того, як його сім'я переїхала до Денвера, штат Колорадо. До п'яти років його батьки розлучилися й оселилися в Колорадо, де він проводив час між домом своєї матері в Денвері та рідним містом свого батька Арвада. У дитинстві проводив багато часу на свіжому повітрі, катаючись на сноубордах, піших прогулянках і гірських велосипедах. Він описав себе як «скороспілу дитину». У ранньому дитинстві у Чавеса заразився акторським мистецтвом, зокрема під час євхаристії на недільних месах. Був учасником дитячого хору Колорадо та виступав в Оперному театрі Еллі Колкінс і Денверському центрі виконавських мистецтв.
Навчався у Східній школі, де грав у футбол, слідуючи стопами своєї спортивної сім'ї. Чавес приєднався до шкільної команди виступів і дебатів на чолі з наставником Меттом Мерфі. За рік Мерфі очолив драматичний факультет, на який залучив і Чавеса зіграти Аттікуса Фінча в шкільній виставі «Убити пересмішника». Він залишив футбол, щоб зосередитися на акторській кар'єрі. Оскільки це справило незабутнє враження на його батька, Чавес вирішив не полишати грати. Він долучився до театру Visionbox Studio під керівництвом Дженніфер Маккрей Рінкон. Попри можливість сплачувати за навчання Чавес допомагав у театрі, а Рінкон допомагала йому готуватися до прослуховування в коледж. Чавес подав заявку на кілька найкращих американських акторських програм, зокрема Ратґерський університет, Університет Карнегі-Меллон, Нью-Йоркський університет і Джульярдську школу. За винятком останнього закладу його прийняли в усі. Чавес навчався в Школі мистецтв Мейсона Гросса в Рутґерсі. Через два роки Чавес взяв академвідпустку і переїхав до Лос-Анджелеса, щоб повністю зайнятися акторською майстерністю. Однак 2020 року разом з батьком повернувся до Віро-Біч, штат Флорида у зв'язку з пандемією COVID-19. Чавес працював на кількох випадкових роботах, у тому числі в автосалоні, водночас проходячи проби.

## Кар'єра
1 липня 2021 року дебютував на телебаченні в ролі Спенсера Кассадіна в серіалі «Головний госпіталь». Чавес уклав трирічний контракт. Через кілька місяців помер його менеджер Дженев'єв Брюер. Він залишив проєкт у січні 2024 року. 2022 року знявся в ролі Джейсона в оригінальному фільмі Tubi «Crushed».
2023 року отримав роль у другому сезоні антологічного серіалу Netflix Раяна Мерфі «Чудовиська: Історія Лайла й Еріка Менендесів» (2024). Він зіграв Лайла Менендеса.

## Фільмографія
| Рік       |   | Українська назва                             | Оригінальна назва                          | Роль             |
| --------- | - | -------------------------------------------- | ------------------------------------------ | ---------------- |
| 2021—2024 | с | Головний госпіталь                           | General Hospital                           | Спенсер Кассадін |
| 2022      | ф |                                              | Crushed                                    | Джейсон Кертіс   |
| 2024      | с | Чудовиська: Історія Лайла й Еріка Менендесів | Monsters: The Lyle and Erik Menendez Story | Лайл Менендес    |
| 2024      | с | Гротеск                                      | Grotesquerie                               | Чарлі            |

## Визнання
| Рік  | Нагорода            | Категорія                                            | Робота             | Результат | Ref.   |
| ---- | ------------------- | ---------------------------------------------------- | ------------------ | --------- | ------ |
| 2021 | Soap Hub            | Улюблений новачок                                    | Головний госпіталь | Перемога  | [ 15 ] |
| 2022 | Денна премія «Еммі» | Найкращий молодий виконавець у драматичному серіалі  | Головний госпіталь | Перемога  | [ 16 ] |
| 2023 | Денна премія «Еммі» | Найкращий актор другого плану в драматичному серіалі | Головний госпіталь | Номінація | [ 17 ] |